# کی‌تی‌ام ۱۲۵ اف‌آر.آر
کی‌تی‌ام ۱۲۵ اف‌آر. آر (انگلیسی: KTM 125 FRR) یک موتورسیکلت مسابقه‌ای ساخت شرکت کی‌تی‌ام بود که از سال ۲۰۰۳ تا ۲۰۱۱ در کلاس ۱۲۵ سی‌سی مسابقات موتور سیکلت گرند پریکس (رقابت‌های جایزه بزرگ موتورسواری) استفاده می‌شد. این موتورسیکلت از سال ۲۰۱۲ به بعد با کی‌تی‌ام ۲۵۰ جی‌پی جایگزین شد.
هنگامی که این موتورسیکلت در ابتدا در سال ۲۰۰۳ معرفی شد، طبق مقررات کلاس در آن زمان به یک انجین تک‌سیلندر دوزمانه مجهز شد.